# Большой Египетский музей
Большой Египетский музей (араб. المتحف المصري الكبير‎, DMG al-Matḥaf al-Miṣrī al-Kabīr, англ. Grand Egyptian Museum), также известный как Музей Гизы, — крупнейший археологический музей в Гизе (Египет), открытый в 2024 году. Является частью нового генерального плана города в 2 км от пирамид Гизы, его площадь составляет 50 гектаров.

## История
5 января 2002 года президент Египта Хосни Мубарак заложил первый камень на место будущего музея. Архитектурная композиция и дизайн музея были определены на основе конкурса, объявленного 7 января 2002 года. Организаторы получили 1557 проектов из 82 стран мира. На втором этапе отбора отобраны 20 проектов для детальной проработки жюри. 2 июня 2003 года победителем с призовым фондом 250 тысяч долларов объявили ирландскую компанию Heneghan Peng из Дублина. Проект разработали компании Heneghan Peng, BuroHappold Engineering, Arup Group.
После согласования чертежей с египетским министерством культуры в 2008 на месте строительства приступили к рытью котлована под фундамент.

Плановое окончание строительства музея в 2012 году с итоговым подсчётов в 550 млн долларов сорвалось из-за событий Арабской весны в начале 2011 года и смены политического руководства в Египте. В ходе революции пострадали экспонаты Египетского музея на площади Тахрир и в других городах. Сдачу проекта с возросшими до 810 миллионов долларов расходами перенесли на 2015 год.

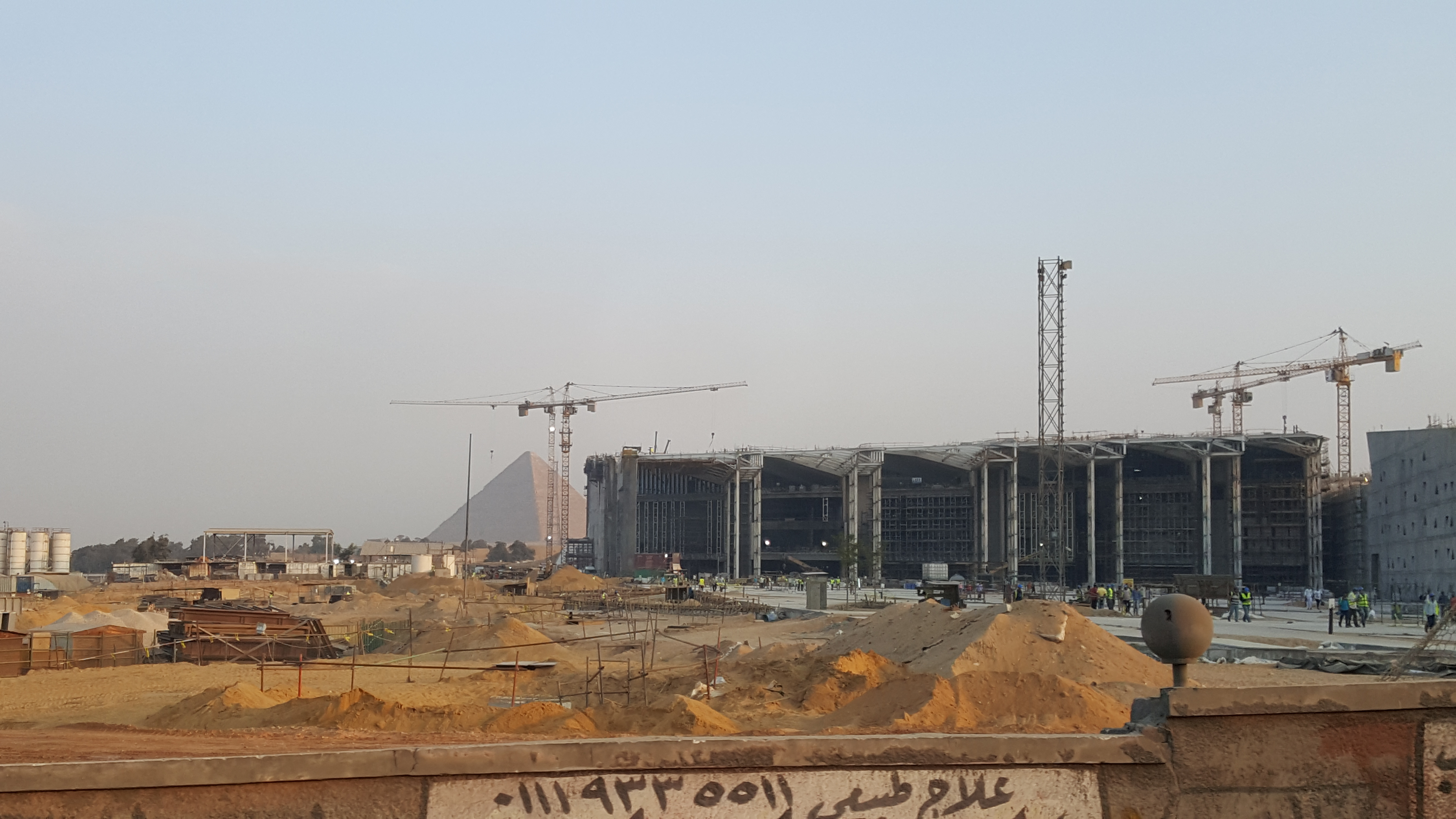
Музей в процессе строительства в 2017 году

В мае 2015 года министр древностей Мамдух эль-Дамати сообщил, что, несмотря на откладывание несколько раз, предварительное открытие музея состоится в мае 2018 года. Здание постепенно наполнялось экспонатами из разных музеев страны. Официальное открытие перенесли на 2020 год, но помешала пандемия COVID-19. В итоге открытие музея было сдвинуто на 2021 год, затем на 2022, но так и не состоялось. В марте 2023 года стало можно заказать частные экскурсии. Музей частично открылся для посетителей 16 октября 2024 года (Большой зал, Большая лестница, торговая зона, 12 общественных галерей и внешние сады). . Официальное открытие всего комплекса GEM ожидается 3 июля 2025 года

## Стоимость
2 февраля 2010 года правительство Египта подписало контракт с компанией Hill International, на конструкторское и организационное обеспечение строительства. Первоначальная сметная стоимость проекта составила 550 млн долларов, из которых 300 млн предоставил кредит Японский банк для международного сотрудничества, оставшаяся сумма за счёт Верховного совета древностей и пожертвований международных фондов. Из-за революционных преобразований в стране бюджет проекта значительно вырос и достиг 1 млрд долларов.

## Архитектура

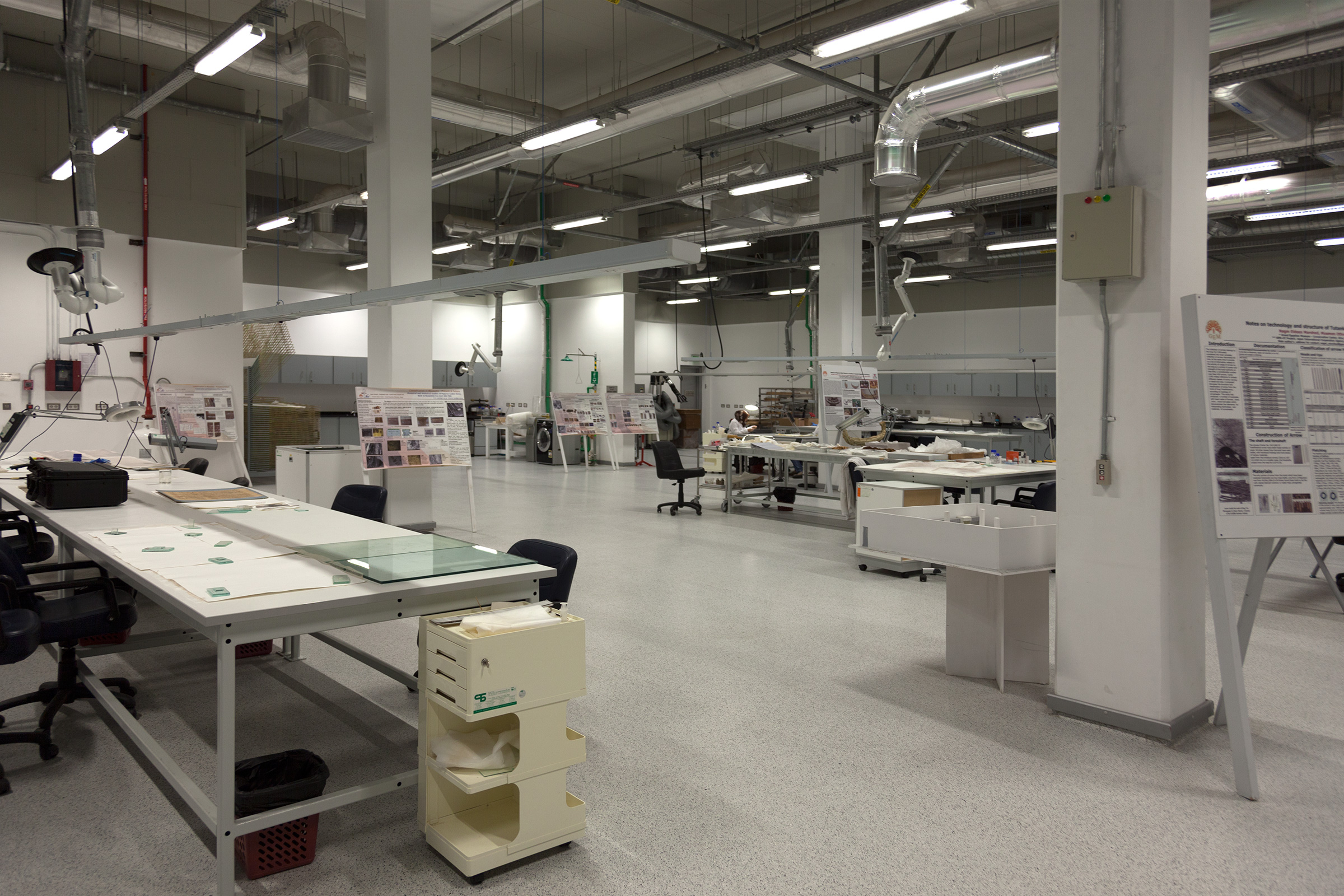
Лаборатория по консервации в музее Гизы

Треугольное основание музея с 800-метровым фасадом конструируется по принципу Треугольника Серпинского: залы музея будут иметь форму скошенных треугольников с крышей в виде полураскрытого веера. Все линии граней музея будут сходиться в одной точке, как солнечные лучи, что символично отсылает к древнеегипетской мифологии. Северная и южная стороны музея обращены к пирамидам Хеопса и Микерина, а перед входом запланирован сад с деревьями. Одной из главных особенностей является полупрозрачная стена из алебастра, образующая фасад здания. Главный зал выполнен в виде атриума для экспозиции крупных экспонатов.
На территории музея также разместятся детский музей, лаборатории, образовательный и конференц-центры. Предусматривается применение современных технологий, в частности виртуальной реальности.

## Экспонаты

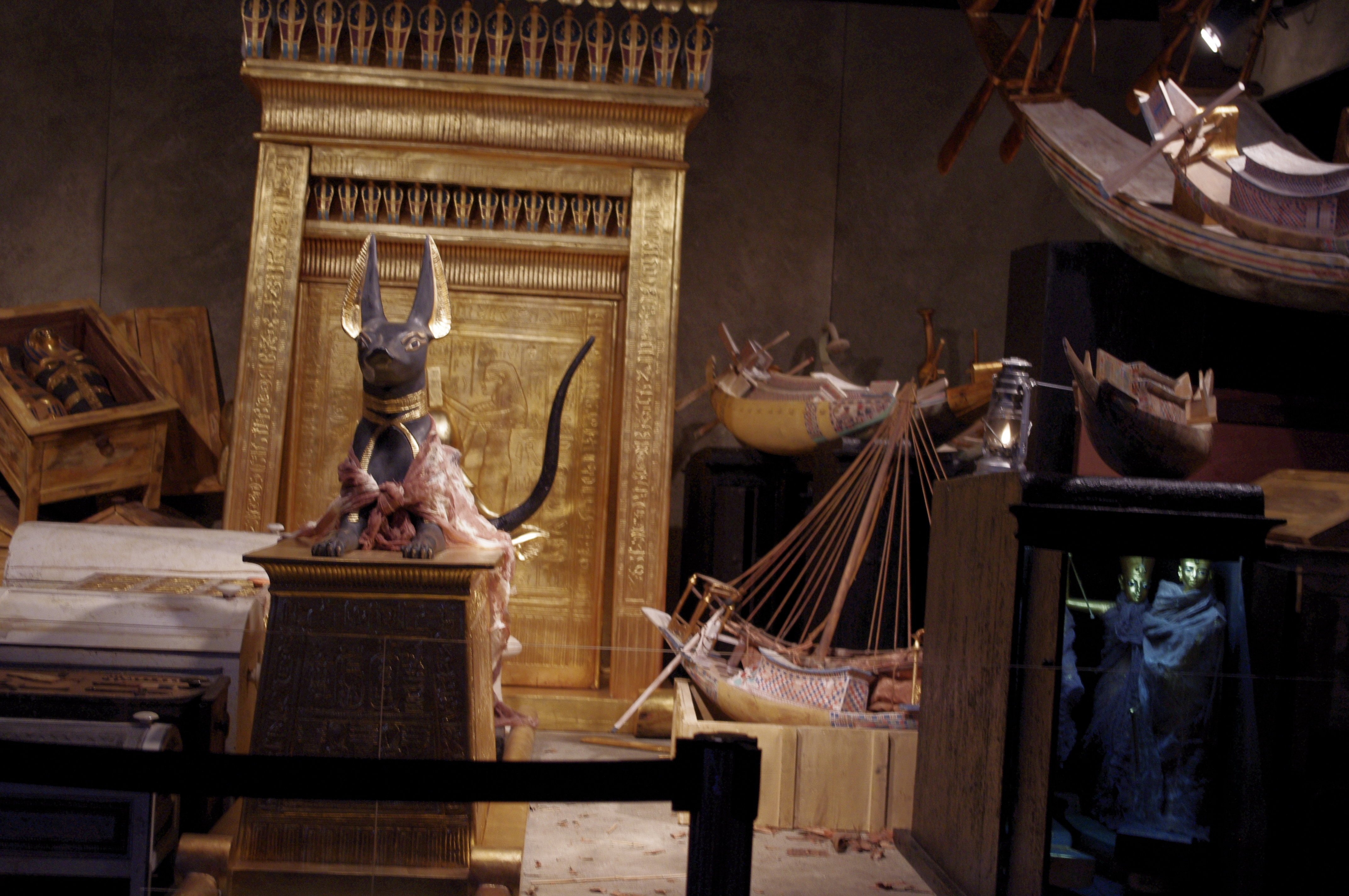
Реконструкция гробницы Тутанхамона в момент её открытия в 1922 году

Около 50 тысяч экспонатов займут до трети территории музея. Здесь соберут полную коллекцию (5000) древностей Тутанхамона из Каирского музея, где из-за недостатка места коллекция не представлена полностью. Также некоторые предметы прибудут из Луксора, Эль-Миньи, Сохага, Бени-Суэйфа, Асьюта, Файюма, Александрии.
25 августа 2006 года через вокзал Рамзес доставили 3200-летнюю статую Рамсеса II в музей, где статую очистили и отреставрировали для последующей установки у входа.
Занимавший прежде пост генерального секретаря Верховного совета древностей Египта Захи Хавасс выступал с инициативой предоставления музеями мира ценных древнеегипетских артефактов (Розеттский камень из Британского музея, бюст Нефертити из берлинского Египетского музея, Дендерский зодиак из Лувра, бюст Анхафа из Бостонского музея изящных искусств и статуя Хемиуна из Музея Рёмера и Пелицеуса в Хильдесхайме) к торжественному дню открытия Музея Гизы. Ссылаясь на события 2011 года, когда толпа штурмовала Каирский музей, у иностранных хранителей древностей появилась веская причина опасаться за сохранность артефактов в Египте. Также они с тревогой ожидают возможного невозврата в свою коллекцию предоставленных древностей после неоднократных требований египетской стороны отдать насовсем некогда вывезенные ценности.
В мае 2018 года последняя шестая колесница из ливанского кедра и кожи, обнаруженная в 1922 году в гробнице Тутанхамона, перевезена в новый музей из Военного музея, где выставлялась с 1987 года.
В августе 2021 года реконструированная солнечная ладья Хуфу была перемещена сюда из музея у подножия Великой пирамиды.